# Invisible Monsters
Invisible Monsters è un romanzo dello scrittore statunitense Chuck Palahniuk del 1999.
In origine doveva essere pubblicato tre anni prima col titolo Manifesto, ma la casa editrice lo scartò ritenendolo troppo sconvolgente. L'autore reagì sarcasticamente con la scrittura e la pubblicazione del meno crudo Fight Club, nato dal perfezionamento di vecchio materiale ispirato da reali esperienze personali di Palahniuk. Dopo il successo di Fight Club e del conseguente film, la casa editrice cambiò idea e pubblicò anche una versione riveduta e corretta di Manifesto, con un nuovo titolo.

## Trama
Shannon McFarland è una bellissima modella di successo, che dalla vita ha avuto tutto ciò che si potrebbe desiderare: bellezza, soldi, l'amore e un'amicizia sincera e salda. Un giorno però qualcosa di inaspettato accade: un colpo di fucile sparato da una persona ignota (i sospetti oscillano fra la sua migliore amica Evie e il suo fidanzato Manus) la colpisce in pieno volto staccandole la mandibola. Ricoverata in ospedale e diventata ormai un mostro orrendo col viso completamente sfigurato, Shannon conosce Brandy Alexander, una bellissima ragazza che si scoprirà essere una donna transgender in procinto di realizzare il suo ultimo intervento per completare il suo cambiamento: la vaginoplastica.
Brandy accoglie sotto la sua ala protettrice Shannon e la guida in un viaggio fisico e spirituale alla ricerca di se stessi o dei propri sogni. Altri quattro personaggi riempiono queste pagine: Evie la migliore amica di Shannon, modella anch'essa ma molto meno avvenente e fascinosa della protagonista; Manus Kelley il bellissimo fidanzato della protagonista, e Shane, fratello omosessuale di Shannon, morto di AIDS qualche anno prima e verso il quale la protagonista ha sempre provato un odio puro, causato dall'invidia per le grandi attenzioni che gli erano prestate.

## Tematiche trattate
Il libro, narrato in prima persona dalla protagonista, affronta nel classico stile cinico e minimalista di Palahniuk diverse tematiche dell'era moderna tipicamente care per l'autore: la tematica della bellezza che ben è presente nella vita della modella protagonista, infatti, è il pretesto per descrivere la superficialità e l'inconsistenza dei rapporti tra le persone; il tema dell'omosessualità viene utilizzato per trattare il complesso psicologico interiore dei personaggi, spinti ad agire dalla società e non più indipendenti nelle loro scelte. Vi è infine presente anche un senso di ribellione e di vendetta (più o meno consapevole) dei protagonisti a tutta questa imposizione e finzione sociale; questo sentimento, però, è collegato a un'incapacità di agire, di combattere un sistema troppo grande e totalizzante, così che i protagonisti sono spinti in qualche modo all'autodistruzione.
La narrazione compie poi un balzo temporale e mostra quanto è accaduto prima, spiegando al lettore come si è giunti al climax finale. Si scopre così la tormentata relazione parentale di Shannon e l'incidente avuto pochi mesi prima, che ha cambiato radicalmente la vita della modella trasformandola in un mostro e facendole perdere di conseguenza il lavoro. Shannon si trasforma in un essere cinico e disilluso e solo grazie all'incontro con Brandy in ospedale sembra riuscire a superare in parte la situazione in cui è ritrovata. Con Brandy e il misterioso Seth intraprendono quindi un viaggio, vivendo e accumulando denaro spacciando medicinali che rubano in abbondanza dalle case in vendita lungo la loro strada, con una meta che sembra essere solo la fuga; fuga dalla vaginoplastica per Brandy, dal tempo che scorre per Seth-Manus, da sé stessa per Shannon.

## Invisible Monsters Remix
L'11 giugno 2012 è stata pubblicata negli Stati Uniti una nuova versione del libro, per la prima volta in copertina rigida, che è stata definita come un'edizione remixata della versione del 1999 e che comprende parti aggiuntive.

## Edizioni
- Chuck Palahniuk, Invisible Monsters, n. 21, Strade Blu, Mondadori, 2000,  p. 227, ISBN 9788804481584.
- Chuck Palahniuk, Invisible Monsters, traduzione di Manuel Rosini, Piccola Biblioteca Oscar Mondadori, Mondadori, 2004,  p. 228, ISBN 88-04-52136-8.